# Каменец-Подольский (станция)
Каменец-Подольский (укр. Кам'янець-Подільський) — железнодорожная станция Жмеринской дирекции Юго-Западной железной дороги, расположенная во втором по величине городе Хмельницкой области — Каменце-Подольском.

## Сообщение по станции

### Пригородное
В направлении Хмельницкого и Ларги курсируют 2 дизель-поезда. Станция Ларга является конечной для пригородных перевозок. Между Каменцем и Хмельницким расположена станция Ярмолинцы, с которой раньше курсировали дизель-поезда до станции Гусятин.
В Хмельницком дизели отходят со станции Гречаны на востоке города.

### Дальнее
| № поезда | Маршрут движения          | № поезда | Маршрут движения          |
| -------- | ------------------------- | -------- | ------------------------- |
| 117      | Киев — Черновцы           | 118      | Черновцы — Киев           |
| 139      | Киев — Каменец-Подольский | 140      | Каменец-Подольский — Киев |
| 769      | Киев — Каменец-Подольский | 770      | Каменец-Подольский — Киев |
| 773      | Киев — Каменец-Подольский | 774      | Каменец-Подольский — Киев |